# Reino de Croacia (Habsburgo)
El Reino de Croacia (en croata: Hrvatska Kraljevina; en latín: Regnum Croatiae; en alemán: Königreich Kroatien) fue una división administrativa que existió entre 1527 y 1868 dentro de la monarquía de los Habsburgo (también conocida entre 1804 y 1867 como Imperio austríaco). El reino era una parte de las Tierras de la Corona de San Esteban, pero estuvo sujeto a gobierno directo imperial austriaco durante largos períodos de tiempo, incluyendo sus últimos años. Su capital era Zagreb. En 1699, le fue asignado el Reino de Eslavonia, con la creación del Reino de Croacia-Eslavonia.
Desde 1102, por motivos dinásticos, el Reino de Hungría había incorporado las tierras habitadas por los croatas. Tras la derrota húngara en la Batalla de Mohács de 1526 y la consecuente ocupación del país por los otomanos, los nobles húngaros y croatas otorgaron la corona del reino de Hungría, en lo que fue conocido como Parlamento de Cetin, al archiduque de Austria Fernando I, de la dinastía Habsburgo. 
La oposición a este nombramiento, defendiendo la causa de Juan Zapolya, fue fácilmente vencida, y tras la muerte de Zapolja en 1540, la incorporación de Hungría (y por tanto, Croacia) a los dominios de la Casa de Habsburgo fue definitiva. Este artículo trata sobre la historia de la región bajo el dominio austríaco.

## La guerra con los otomanos
Esta unificación no fue solución al expansionismo del Imperio otomano. Durante todo el siglo XVI, este avanzó poco a poco hacia el norte, ocupando Eslavonia, Bosnia y Lika.

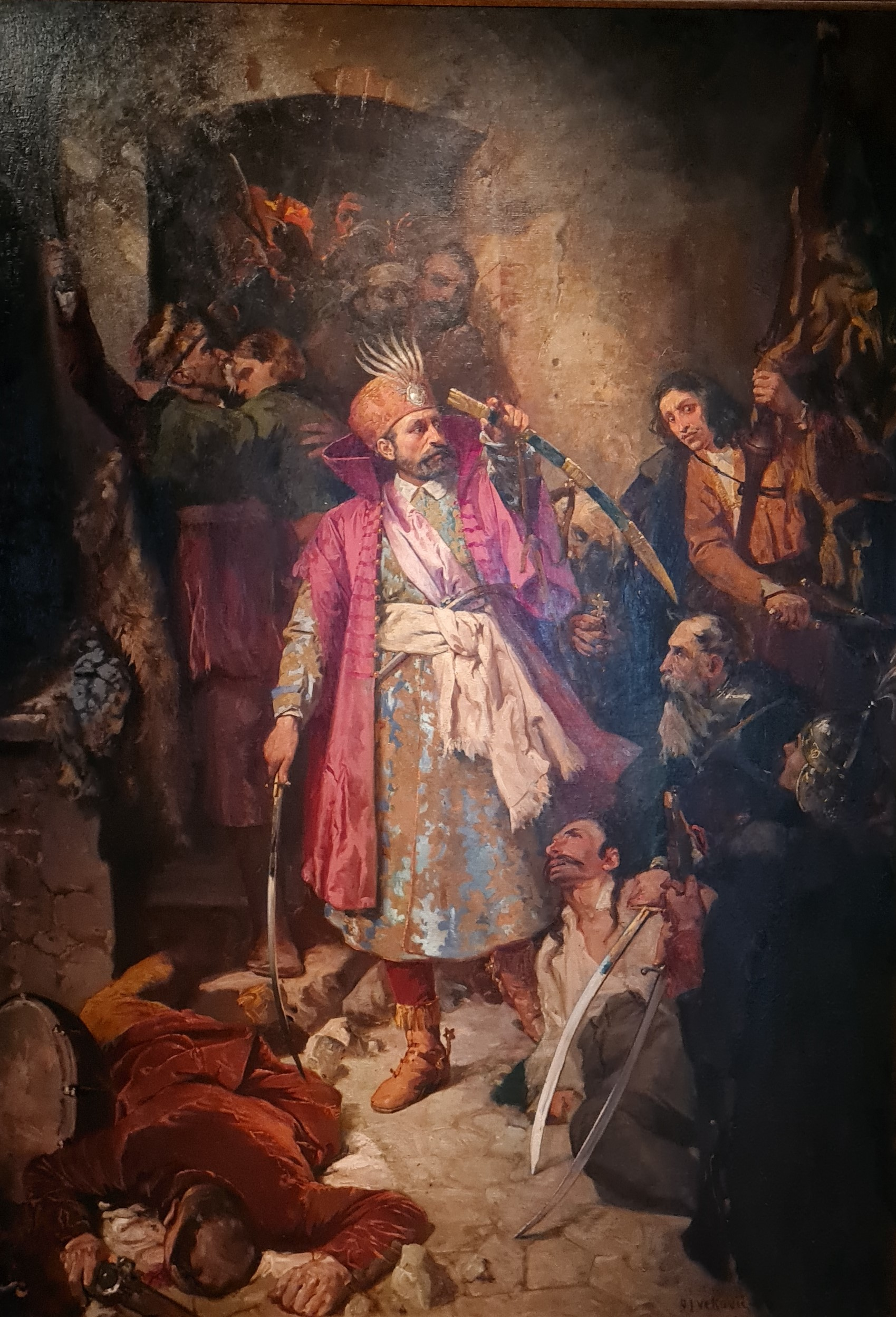
Nikola Šubić Zrinski luchando contra los turcos en el sitio de Szigetvár.

En 1565, aprovechándose del enfrentamiento entre Maximiliano II de Habsburgo y Segismundo II de Polonia, Solimán el Magnífico invadió Hungría por sexta vez con 150 000 soldados, avanzando hasta sitiar la pequeña fortaleza de Siget (Szigetvár), donde el conde Nikola Šubić Zrinski, con sólo 2300 hombres, opuso una fuerte resistencia. Tras un mes de duro asedio cayeron, pero el retraso producido al ejército turco por esta Batalla de Szigetvár, permitió al ejército austríaco reorganizarse antes de que los otomanos llegaran a Viena.
Por órdenes reales, en 1553 y 1578, amplias zonas fronterizas de Croacia y Eslavonia se convirtieron en la Frontera Militar (Vojna Krajina), bajo autoridad directa del alto mando militar de Viena. La cercanía al enemigo turco las convirtió en tierras deshabitadas, por lo que la monarquía austriaca animó a serbios, checos, húngaros, eslovacos, alemanes, ucranianos y otros pueblos eslavos a asentarse en la zona como colchón.

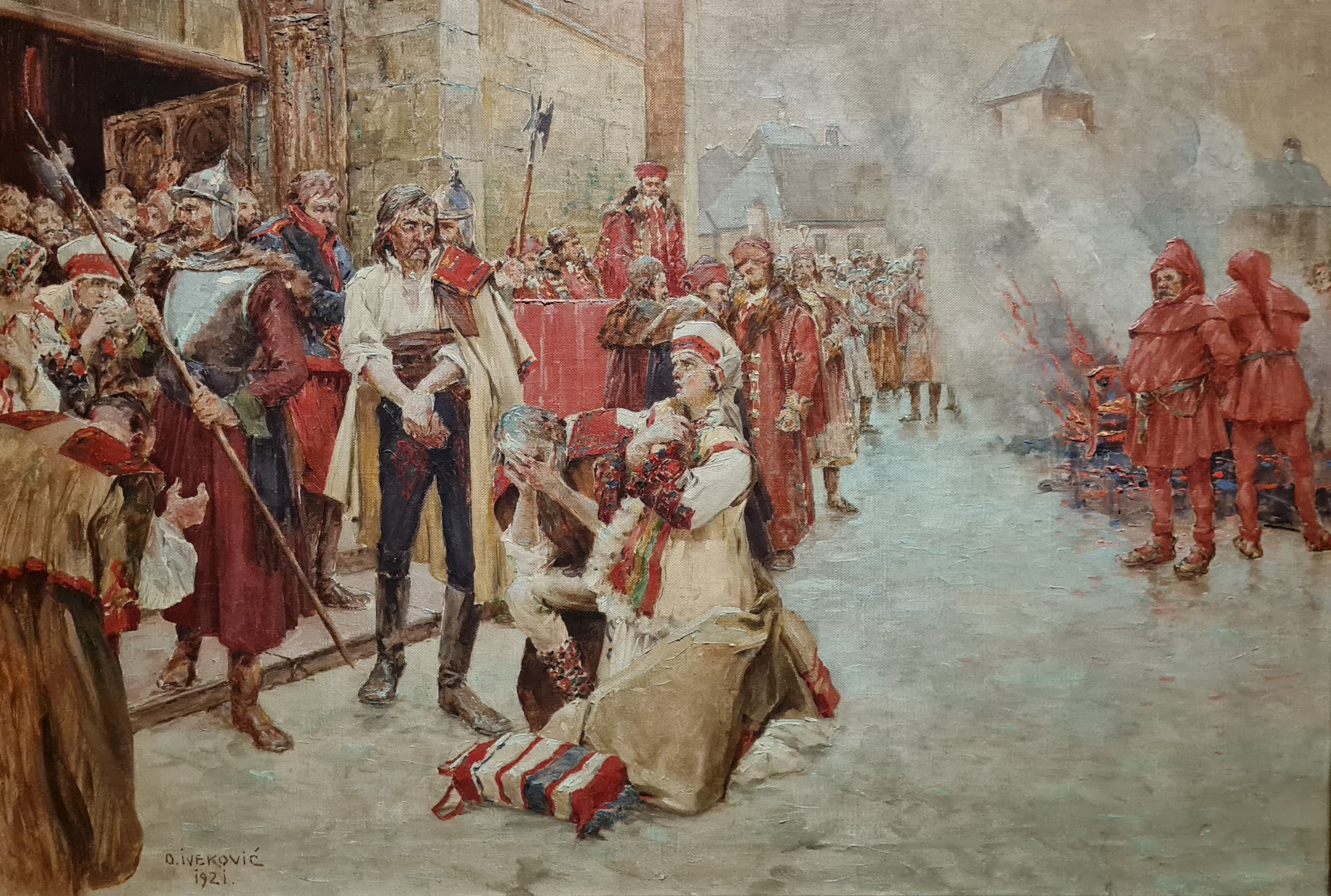
Ejecución de Matija Gubec en la Plaza de San Marcos de Zagreb.

Los abusos feudales (altos impuestos, abusos a mujeres... véase malos usos) llevaron a los campesinos del norte de Croacia y Eslavonia a rebelarse contra sus señores en 1573, en una gran revuelta campesina. Ambroz Matija Gubec y otros líderes del motín alzaron en armas unos sesenta feudos en enero de ese año, aunque el ejército reprimió la revuelta al mes siguiente. Matija Gubec y varios miles más fueron ejecutados públicamente como advertencia para futuros amotinados.
Mientras, la guerra con los turcos continuaba, y tras la caída del fuerte de Bihać ante el visir bosnio Hasan-pasha Predojević en 1592, solo pequeñas zonas de Croacia quedaron libres del dominio turco. Estos 16.800 km² fueron llamados los vestigios de los vestigios del una vez gran reino de Croacia.

## SiglosXVIIyXVIII

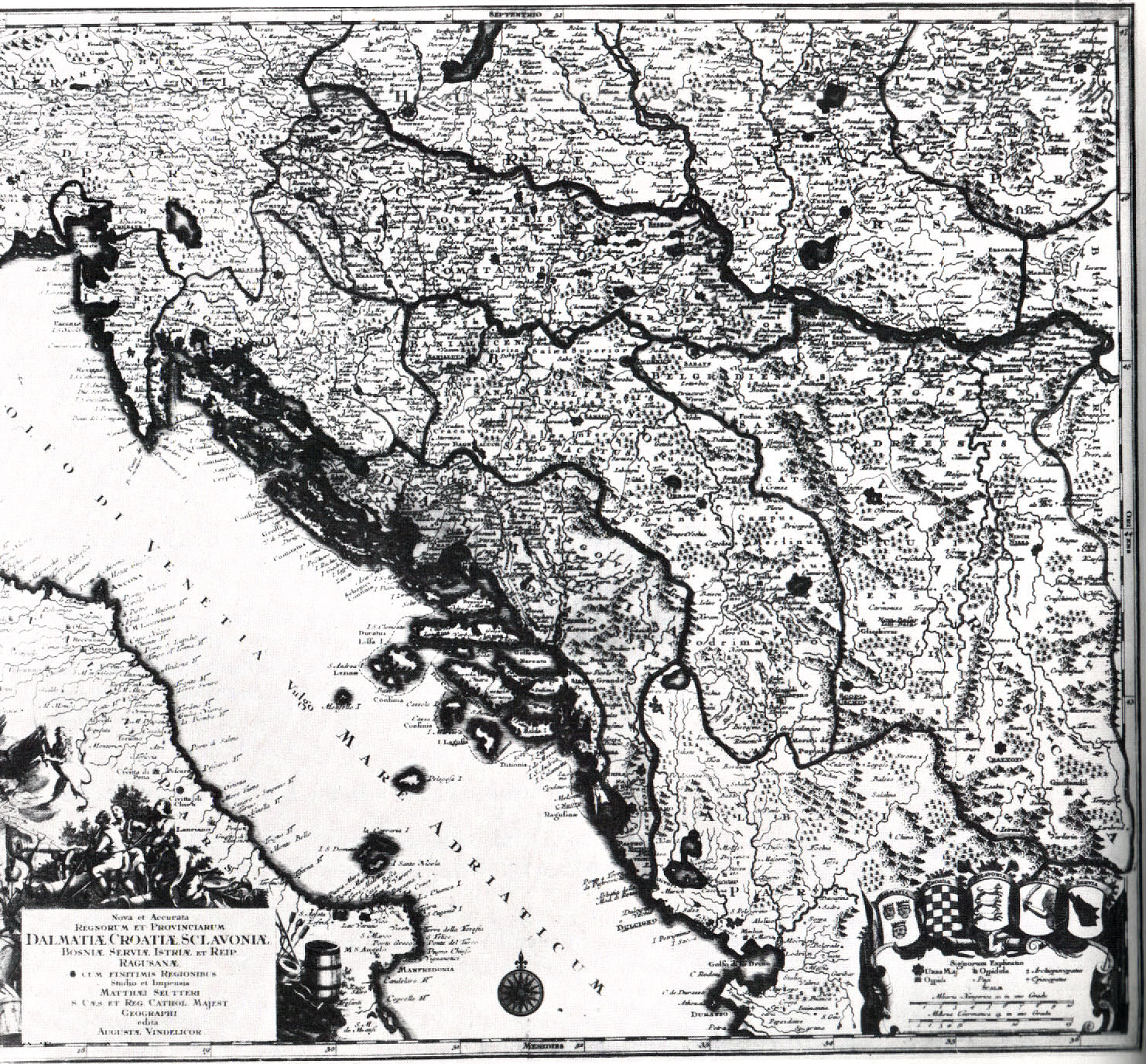
Mapa de Dalmacia, Croacia, Eslavonia, Bosnia, Serbia, Istria y la República de Dubrovnik

Tras la batalla de Sisak de 1593, que terminó con la derrota otomana y la expulsión de los turcos de Croacia, se recobró la mayor parte del territorio en manos turcas, que solo pudieron conservar Bosnia.

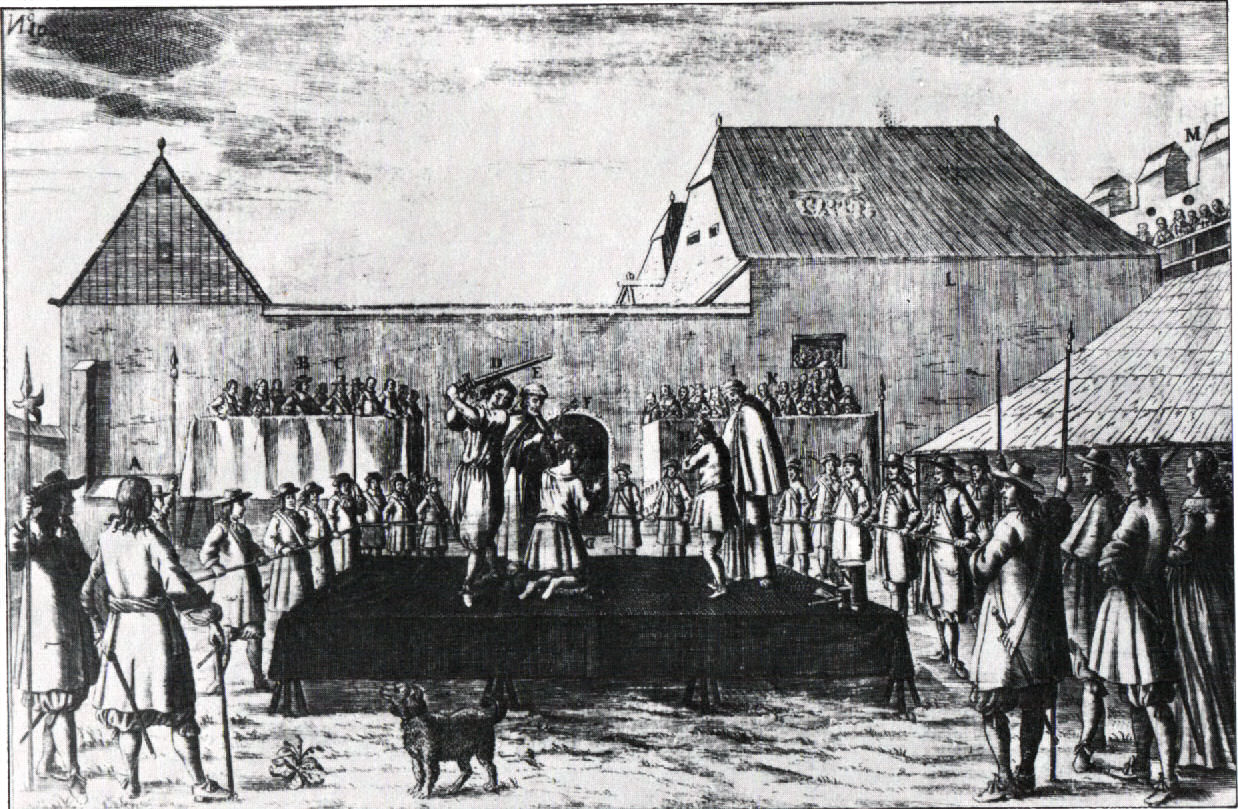
Asesinato de Petar Zrinski y Krsto Frankopan en Wiener Neustadt.

En 1630 los colonos de la Frontera Militar quedan exentos de tributos a la nobleza croata en los Statuta Valachorum a cambio de sus servicios militares contra los otomanos.
El ejército imperial austríaco venció a los otomanos en 1664 pero Leopoldo I de Habsburgo fue incapaz de aprovecharse de la victoria, y en la Paz de Vasvár Hungría y Croacia renunciaron a recuperar más territorios ocupados por los turcos. Esto fue causa de malestar entre la nobleza húngara y croata, que conspiró contra el emperador. Sin embargo, fueron incapaces de tomar medidas efectivas, a pesar del apoyo francés y turco. La conspiración fue descubierta el 30 de abril de 1671 y los nobles involucrados, ejecutados, incluyendo a Petar Zrinski, F. K. Frankopan, F. Nadasdy y E. Tatenbach, en Wiener Neustadt. En 1699 se produjo una reorganización administrativa y se unieron el Reino de Croacia y el Reino de Eslavonia para crear el Reino de Croacia-Eslavonia.
Durante la Guerra de Sucesión Austriaca, Croacia fue una de las tierras imperiales que obedecieron la Pragmática Sanción de 1713 de Carlos VI del Sacro Imperio Romano Germánico y apoyaron a su hija María Teresa I. En consecuencia, la emperatriz concedió numerosos privilegios a Croacia, cambiando el control de la Frontera Militar y reduciendo la carga fiscal y los privilegios feudales. También incorporó el hasta entonces puerto libre de Rijeka al reino de Croacia en 1776. Sin embargo, ignoró y finalmente deshizo el parlamento croata, y redujo su presencia en el Consejo de Hungría a un solo asiento, ocupado por el ban de Croacia.
Con la caída durante las Guerras Napoleónicas de la República de Venecia en 1797 y de la República de Ragusa en 1808 y la posterior cesión de sus posesiones adriáticas por Francia fundando las Provincias Ilirias. Ocho años después, derrotada Francia en la guerra, Austria se anexiona la costa dálmata en el Congreso de Viena de 1815. Cabe recalcar que las tierras habitadas por croatas (dalmatinos), serbios, italianos-dálmatas, eslovenos, istro-rumanos e istriotas estaban divididas: Dalmacia e Istria, para luego formar el Reino de Dalmacia, con parlamento o Sabor propio desde 1868 hasta la caída del imperio austro-húngaro en 1918, mientras que Croacia y Eslavonia eran parte de Hungría.

## ElsigloXIX

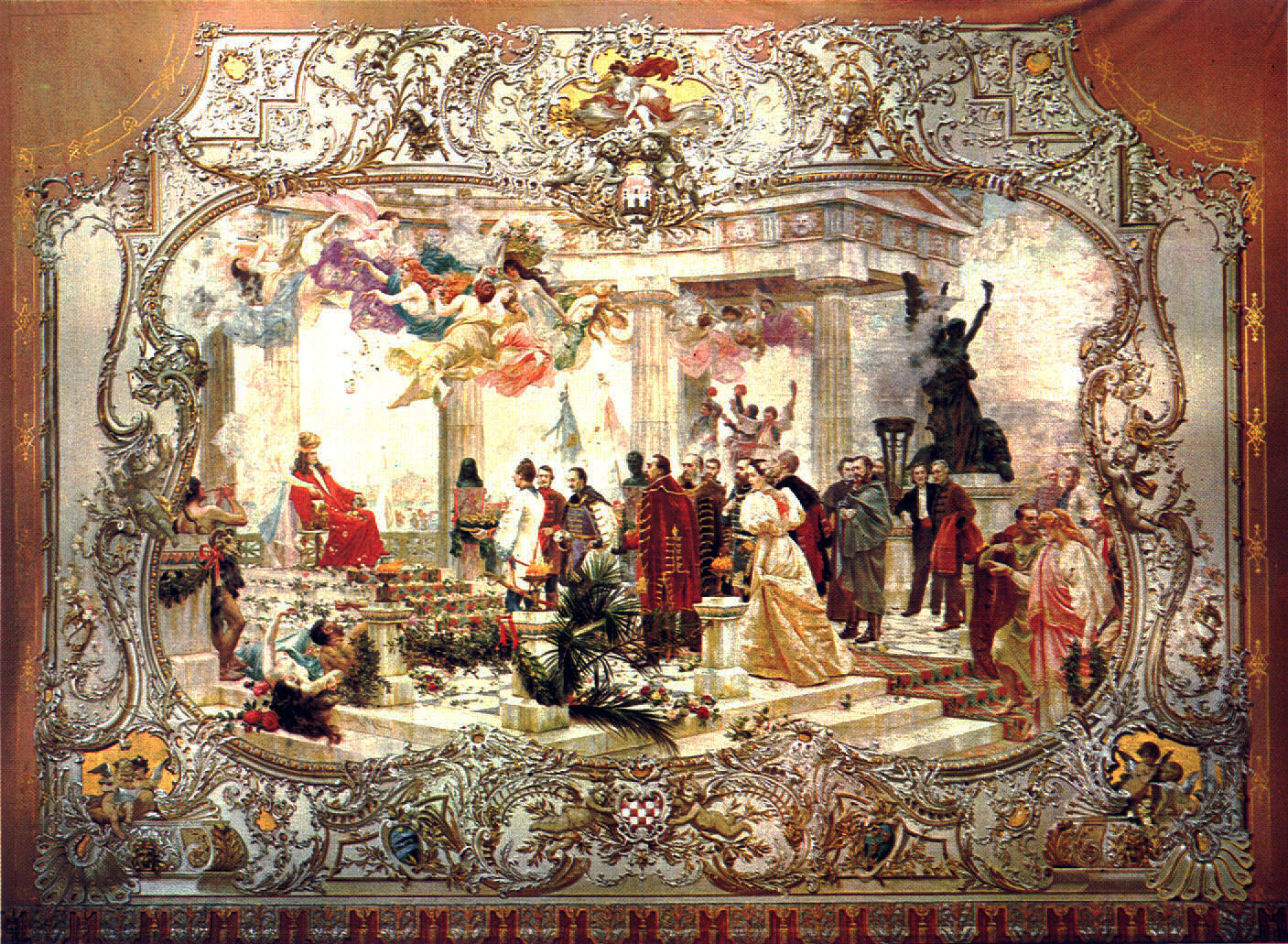
Ivan Gundulic por Vlaho Bukovak/Biagio Baggioni

Durante estos siglos de unión con Austria y Hungría, Croacia sufrió un proceso de asimilación: el croata carecía de uso oficial, y se produjeron numerosos asentamientos de austriacos y húngaros en Croacia. Durante el siglo XIX, durante el renacer nacionalista del Romanticismo, el espíritu nacional croata resurgió en oposición a esta germanización y magiarización. En la década de 1830 nace el Movimiento Ilirio que reivindicaba las raíces ilirias del pueblo croata, e influyó en la cultura croata y en su lengua. Su mayor representante fue Ljudevit Gaj, primer lingüista del idioma croata.
En 1840, los censos del Imperio austrohúngaro de la región arrojaban una población de 1'605.730, de los que:
- 777.880 eran croatas (48 %)
- 504.179 eran serbios (32 %)
- 297.747 eran Šokci (19 %)

Durante esa misma década, las metas del movimiento pasaron de ser meramente culturales a oponerse al centralismo húngaro. Esto llevó a la prohibición por Metternich el 11 de enero de 1843 del uso del nombre o los símbolos, lo que frenó el avance del movimiento, pero no lo detuvo.

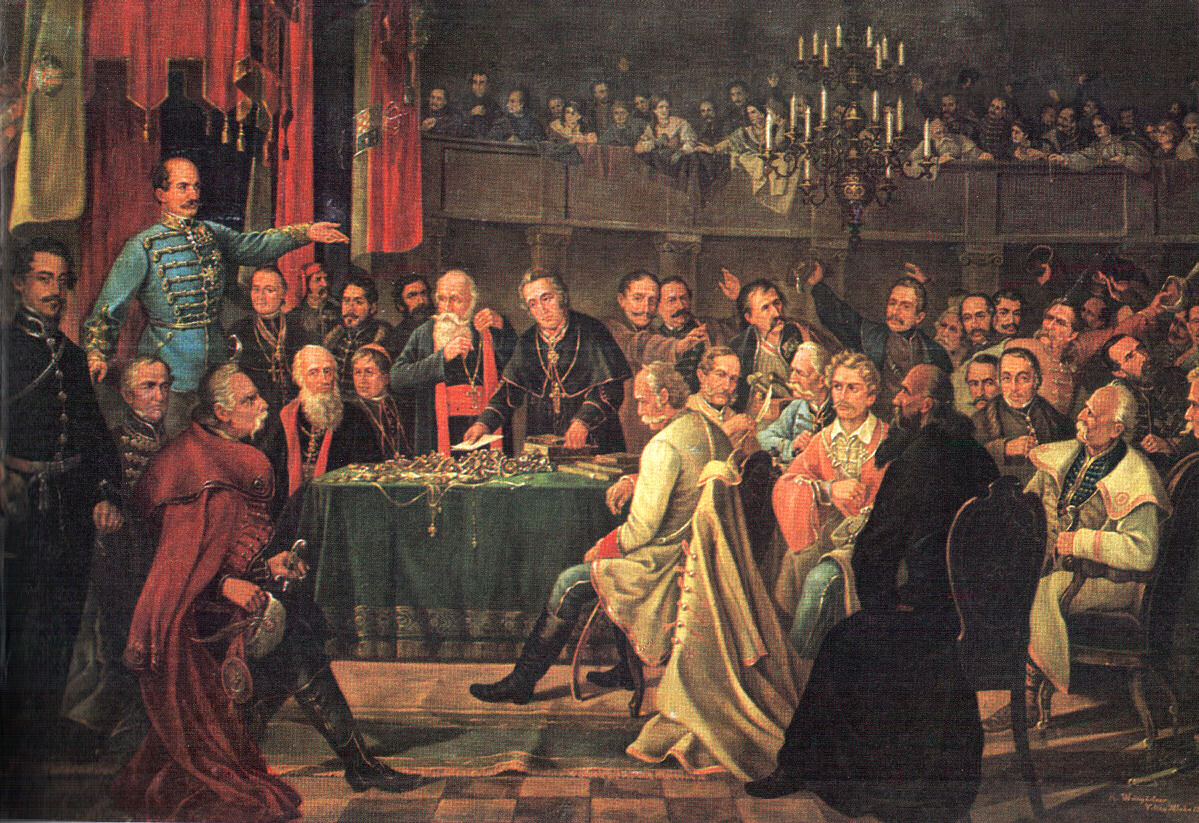
Reunión del Parlamento croata en 1848.

Durante las revoluciones de 1848, el gobernador del banato de Croacia, Jelačić, apoyó las campañas austriacas para restablecer el control imperial en Hungría, liderando una exitosa campaña hasta la batalla de Pakozd. Sin embargo, Croacia se vería bajo la dureza absolutista del Barón Alexander von Bach, y tras la conversión del imperio en un Estado dual bajo el gobierno de Levin Rauch, dependiente de Hungría en 1867.

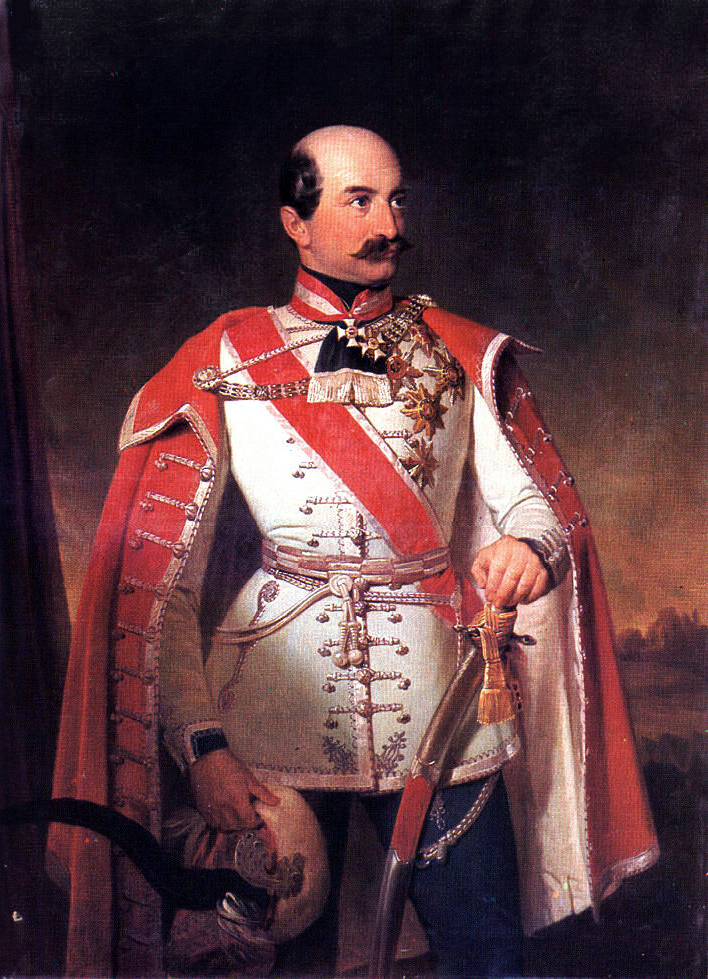
Josip Jelačić, gobernador del Banato de Croacia

Jelačić logró abolir la servidumbre en Croacia, eliminando el lastre feudal y reduciendo el poder de la aristocracia latifundista. La división de la tierra consiguiente la parceló en propiedades muy reducidas, muchas veces incapaces de alimentar a una familia, lo que propició la emigración, comenzando así la diáspora croata.
El movimiento ilirio estaba en pleno esplendor, en un auge nacionalista y paneslavo con dos tendencias:
- La que buscaba la unificación de las tierras habitadas por el pueblo croata en un «Estado nación» independiente, liderada por el parlamentario Ante Starčević.
- La vertiente paneslava, que defendía la integración de los croatas en un Estado que englobara a los eslavos del sur (Yugoslavia), encabezada por el obispo Josip Juraj Strossmayer, fundador de la Academia Yugoslava de las Artes y las Ciencias (hoy Academia Croata de las artes y las ciencias) y refundador de la Universidad de Zagreb en 1874.

Escudo del Reino de Croacia y Eslavonia.

El Ausgleich supuso la ratificación de la pérdida de la autonomía croata. Así, según el acuerdo húngaro-croata de 1868 (en croata: hrvatsko-ugarska nagodba, conocido a menudo simplemente como Nagodba), el gobernador sería nombrado por Hungría, el 55 % de los impuestos irían al Gobierno de Budapest y el puerto de Rijeka quedaría bajo control directo húngaro.

Condados de Croacia y Eslavonia en el reino de Hungría sobre 1867-68.

El reino de Croacia y Eslavonia fue entonces dividido en ocho condados, enumerados a continuación y seguidos de sus capitales entre paréntesis:
- Belovár-Körös (Bjelovar)
- Lika-Krbava (Gospić)
- Modrus-Fiume (Ogulin)
- Pozsega (Požega)
- Szerém (Vukovar)
- Varasd (Varaždin)
- Verőce (Osijek)
- Zágráb (Zagreb)

Se incorporaron a este reino las tierras habitadas por los croatas de la costa dalmática y, dada la desaparición de la amenaza turca, se reintegraron los territorios de la Frontera Militar a los condados civiles en 1881. 
Como parte de dicho acuerdo, el Reino Tripartito de Dalmacia, Croacia y Eslavonia retuvo su estatus histórico, conservando su bandera y escudo. Sin embargo, Dalmacia se convirtió en parte de Cisleitania mientras los otros dos territorios estaban en Transleitania.
Los intentos de resistir el creciente control magiar no contaron al comienzo con el respaldo de la comunidad serbia, disgustada por el nacionalismo excluyente de Starcević y sus seguidores, y prefirió apoyar a Budapest a cambio de mantener sus privilegios. La aparición de la escisión del Partido Croata por los Derechos de Starcević, el Partido Puro por los Derechos de su antiguo seguidor Josip Frank, no facilitó la reconciliación entre las comunidades: el nuevo partido era aún más chovinista y antiserbio que la formación de Starcević. Sus partidarios se concentraban en la clase media baja.
Durante el gobierno de Khuen-Héderváry, la magiarización y el descontento social crecieron, siendo las manifestaciones frecuentes. En 1903 se llegaron a producir revueltas y motines. Esto llevó al relevo de Khuen-Héderváry. A comienzos de siglo, se dio también un cambio notable en la política croata: un acercamiento de las comunidades croata y serbia y un debilitamiento de los extremistas. La mayoría de los grupos pasaron a defender la formación de una Croacia autónoma dentro del Imperio, reunificando Dalmacia con Croacia-Eslavonia. La principal formación de la época, que controló la vida política hasta el final de la Primera Guerra Mundial, la Coalición Croato-serbia, surgió en esta época y defendió esta postura. Los años anteriores a la guerra mundial quedaron marcados por el fin del Gobierno de Khuen-Héderváry en 1903, la formación de la Coalición en 1906, la extensión de la ideología yugoslavista y la cuestión de la posible anexión de Bosnia.
La marcha de Khuen-Héderváry para ocupar la presidencia del Gobierno en Budapest produjo un vacío en la política croata y la decadencia del Partido Popular (en croata: Narodna stranka) sobre el que se había cimentado su mandato. A la vez, el partido de Strossmayer (Partido Independiente Croata, en croata: Hrvatska neovisna stranka) perdió respaldo y sus adversarios ideológicos estaban divididos en dos: el Partido Croata por los Derechos y el Partido Puro por los Derechos. En diciembre de 1904, los hermanos Radic fundaron el Partido Popular y Campesino Croata, más adelante Partido Campesino Croata.
La política croata, sin embargo, no representaba realmente a la población. Con restringidísimo censo electoral, solamente ciertos burgueses y campesinos acomodados tenían derecho a voto, quedando la gran mayoría de la población, campesina, excluida de la política.

## La Primera Guerra Mundial
Los enfrentamientos nacionalistas fueron interrumpidos por la Primera Guerra Mundial, que comenzó en 1914 a raíz del asesinato del heredero del Imperio austrohúngaro por nacionalistas serbios. En la guerra, Croacia no fue un campo de batalla de gran importancia, pero numerosos soldados croatas lucharon en el Frente Oriental, muriendo por miles. Fue notable el caso de Svetozar Boroević, oficial del ejército austrohúngaro, que se convertiría en el primer mariscal no alemán.
Tras un largo periodo en el que los eslavos del sur se mantuvieron fieles a la dinastía, en el último año de la guerra fue creciendo el sentimiento yugoslavo, lo que se reflejó en la Declaración de Mayo de 1917, que contó con el apoyo de los diputados croatas de Cisleitania. En Croacia-Eslavonia el miedo ante las aspiraciones italianas en Dalmacia también favorecía la actitud proyugoslava, incluso de los políticos más nacionalistas.
El mayoritario sentimiento yugoslavista de los responsables políticos eslavos del Imperio se reflejó en la formación el 5 de octubre de 1918 de una «Junta Nacional de Eslovenos, Croatas y Serbios». El 29 de octubre de 1918, el sabor aprobaba la ruptura de todo lazo político con el Imperio, y la transferencia del poder político a la Junta, que había rechazado la reorganización del Imperio propuesta por el emperador.